# Emile Jacquet
Emile Jacquet (25. září 1886, Lausanne – 30. září 1969, Lausanne) byl švýcarský reprezentační hokejový útočník.
V roce 1924 byl členem Švýcarského hokejové týmu, který skončil osmý na zimních olympijských hrách.